# Aronema crinita
Aronema crinita is een rondwormensoort uit de familie van de Enchelidiidae. De wetenschappelijke naam van de soort is voor het eerst geldig gepubliceerd in 2007 door Fadeeva & Belopgurov.